# لازم لفظي
اللوازم اللفظية عند البلغاء إيراد ألفاظ خاصة غير مشتركة لمجرد الصنعة. تقابله اللوازم المعنوية التي تراعى لأجلها صحة المعنى أيضًا.